# Adi (Insel)
Adi (indonesisch Pulau Adi) ist eine vor der Küste Neuguineas gelegene indonesische Insel. Sie liegt südlich des westlichsten Teils der zweitgrößten Insel der Erde in der Seramsee, einem Nebenmeer des Pazifischen Ozeans, an der Grenze zur Arafurasee. Von der Küste der zu Neuguinea gehörenden Bomberai-Halbinsel wird Adi durch die Nautilusstraße (indonesisch Selat Nautilus) getrennt; der Abstand zur Hauptinsel beträgt an der schmalsten Stelle knapp 10 km. Adi stellt den südlichen Abschluss der nördlich gelegenen Kamraubucht (indones. Teluk Kamrau) zur offenen Seramsee hin dar. Sie liegt gut 450 km südlich des Äquators. Adi gehört zur indonesischen Provinz Papua Barat (West-Papua) und ist innerhalb dieser Teil des Regierungsbezirkes (kabupaten) Kaimana.
Adi weist eine Fläche von 158 km² auf und erreicht im Nordwesten eine Höhe von 200 Metern. Die Insel hat eine Länge von 44 km und ist an der breitesten Stelle 7 km breit. Ihre Küstenlänge beträgt etwa 100 km. Sie erstreckt sich in Nordwest-Südost-Richtung von der Bomberai-Halbinsel aus in die offene Seramsee. Die charakteristische längliche Form Adis gliedert sich in einen breiteren Hauptteil (etwa zwei Drittel der Insellänge) und eine sich daran im Südosten anschließende schmale, fingerartige Halbinsel, die etwa ein Drittel der Länge einnimmt. Das südöstliche Ende bildet das Watukebo-Kap (indones. Tanjung Watukebo). Die Küsten von Adi sind größtenteils durch vorgelagerte Korallenriffe umgeben.
Die natürliche Vegetation auf Adi besteht aus tropischem Regenwald, im westlichen und zentralen Teil der Insel gibt es einige landwirtschaftlich genutzte Rodungsflächen. Hauptort ist das zentral an der Nordküste gelegene Manggawitu.
Auf Adi wird Kowiai, eine kleine austronesische Sprache, gesprochen. Daneben werden auch eine kreolisierte papuanische Variante des Malaiischen sowie in zunehmendem Maße die Amtssprache Bahasa Indonesia verwendet.